# 웨스트버지니아 주립 대학교
웨스트버지니아 주립 대학교(West Virginia State University)는 미국 웨스트버지니아주 찰스턴에 있는 공립 대학교이다.